# Jakob Amsler-Laffon
Jakob Amsler-Laffon (Unterbözberg, 1823 - Schaffhausen, 1912). Mecánico y matemático de Suiza.
Fue catedrático en Zúrich y Schaffhausen, donde fundó un taller de construcciones mecánicas. Jakob inventó el integrador, el freno diferencial y el planímetro polar. Escribió varios trabajos sobre el magnetismo y las leyes de conductibilidad del calor en los cuerpos sólidos.
- Datos: Q123625
- Multimedia: Jakob Amsler-Laffon / Q123625